# Paweł Januszewski
 Paweł Januszewski  (* 2. ledna 1972) je bývalý polský atlet, mistr Evropy v běhu na 400 metrů překážek z roku 1998.
V běhu na 400 metrů překážek se celkem šestkrát stal mistrem Polska. Na světovém šampionátu v Athénách v roce 1997 se probojoval do semifinále. Krátce poté utrpěl zranění při autonehodě. Díky rychlé rehabilitaci se dostal do výborné formy hned v následující sezóně, kdy se stal v Budapešti v této disciplíně mistrem Evropy, když vytvořil nový národní rekord časem 48,17. Při dalším startu na evropském šampionátu v roce 2002 skončil ve finále na 400 metrů překážek třetí.